# Zombik (film)
A Zombik (eredeti cím: Zombies) 2018-ban bemutatott amerikai musicalfilm, amelynek a rendezője Paul Hoen. A főbb szerepekben Milo Manheim, Meg Donnelly, Trevor Tordjman, Kylee Russell és Carla Jeffery látható.
Az Amerikai Egyesült Államokban 2018. február 16-án mutatta be a Disney Channel. Magyarországon szintén a Disney Channel mutatta be 2018. május 26-án.

## Cselekmény
Zombiváros diákjai, Zed, Elyza és Bonzo átkerülnek a Seabrook gimibe. A Seabrooknak van egy focicsapata és minden focicsapathoz kell egy szurkolócsapat is. Ezt a szurkolócsapatot Bucky, Addison unokatestvére vezeti. Nagyon nehéz feltételeknek kell megfelelni ahhoz, hogy bejussanak az emberek a csapatba. Addison és Zed rövid idő után szerelmesek lesznek egymásba. Viszont ennek a kapcsolatnak Bucky nem örül, megpróbálja szabotálni Zedet a focimeccsen, hogy visszavigyék a zombikat Zombivárosba.
Addison felfedi titkát, hogy megvédje a zombikat, de sajnos a zombiknak így is menniük kell. Eljön a várva várt nap, a Seabrok szurkolócsapata fellép a versenyen, de nagyon kevesen vannak, így esélyük sincs nyerni. Addison és Zed kitalálja, hogy ha az emberek és a zombik összefognak, akár meg is nyerhetik a versenyt. A zombik és az emberek békét kötnek egymással, Zoey-nak is teljesül az álma és kap egy kiskutyát.

## Szereplők
| Szereplő | Színész              | Magyar hang           | Leírás                                                                                                |
| -------- | -------------------- | --------------------- | --- |
| Zed      | Milo Manheim         | Czető Roland          | Zombi, aki arra vágyik, hogy tagja legyen a futballcsapatnak.                                         |
| Addison  | Meg Donnelly         | Csifó Dorina          | Tinédzser pompomlány, aki természetes fehér haját egy szőke parókával takarja el, hogy beilleszkedjen |
| Bucky    | Trevor Tordjman      | Márkus Sándor         | Addison önző unokatestvére, aki a Seabrook Középiskola szurkolócsapatának vezetője                    |
| Eliza    | Kylee Russell        | Pekár Adrienn         | Zombi, Zed barátja.                                                                                   |
| Bree     | Carla Jeffery        | Lamboni Anna          | Pompomlány, Addison barátja.                                                                          |
| Zoey     | Kingston Foster      | Kobela Kíra           | Zed húga, aki kutyát szeretne, bár a zombiknak tilos házikedvencet tartaniuk.                         |
| Bonzo    | James Godfrey        | Baráth István         | Zombi, Zed barátja, és főként zombi nyelven beszél.                                                   |
| Ms. Lee  | Naomi Snieckus       | Solecki Janka         | Seabrook Középiskola igazgatója.                                                                      |
| Edző     | Jonathan Langdon     | Minárovits Péter      | A Seabrook Középiskola futballcsapatának edzője.                                                      |
| Dale     | Paul Hopkins         | Széles Tamás          | Addison apja, aki a Zombi Őrség vezetője.                                                             |
| Missy    | Marie Ward           | Erdős Borcsa          | Addison édesanyja, aki Seabrook polgármestere.                                                        |
| Zevon    | Tony Nappo           | Bede-Fazekas Szabolcs | Zed és Zoey édesapja.                                                                                 |
| Lacey    | Emilia McCarthy      | Kántor Kitty          | Bucky barátja, pompomlány.                                                                            |
| Tracey   | Mickeey Nguyen       | Nagy Gereben          | Bucky barátja, pomponsrác.                                                                            |
| Stacey   | Jasmine Renee Thomas | Faluvégi Fanni        | Bucky barátja, pompomlány.                                                                            |

### Magyar változat
- Főcím: Endrédi Máté
- Magyar szöveg: Boros Karina
- Hangmérnök és szinkronrendező: Kránitz Lajos András
- Vágó: Kránitz Bence
- Gyártásvezető: Németh Piroska
- Produkciós vezető: Máhr Rita

A szinkront az SDI Media Hungary készítette.

## A film készítése

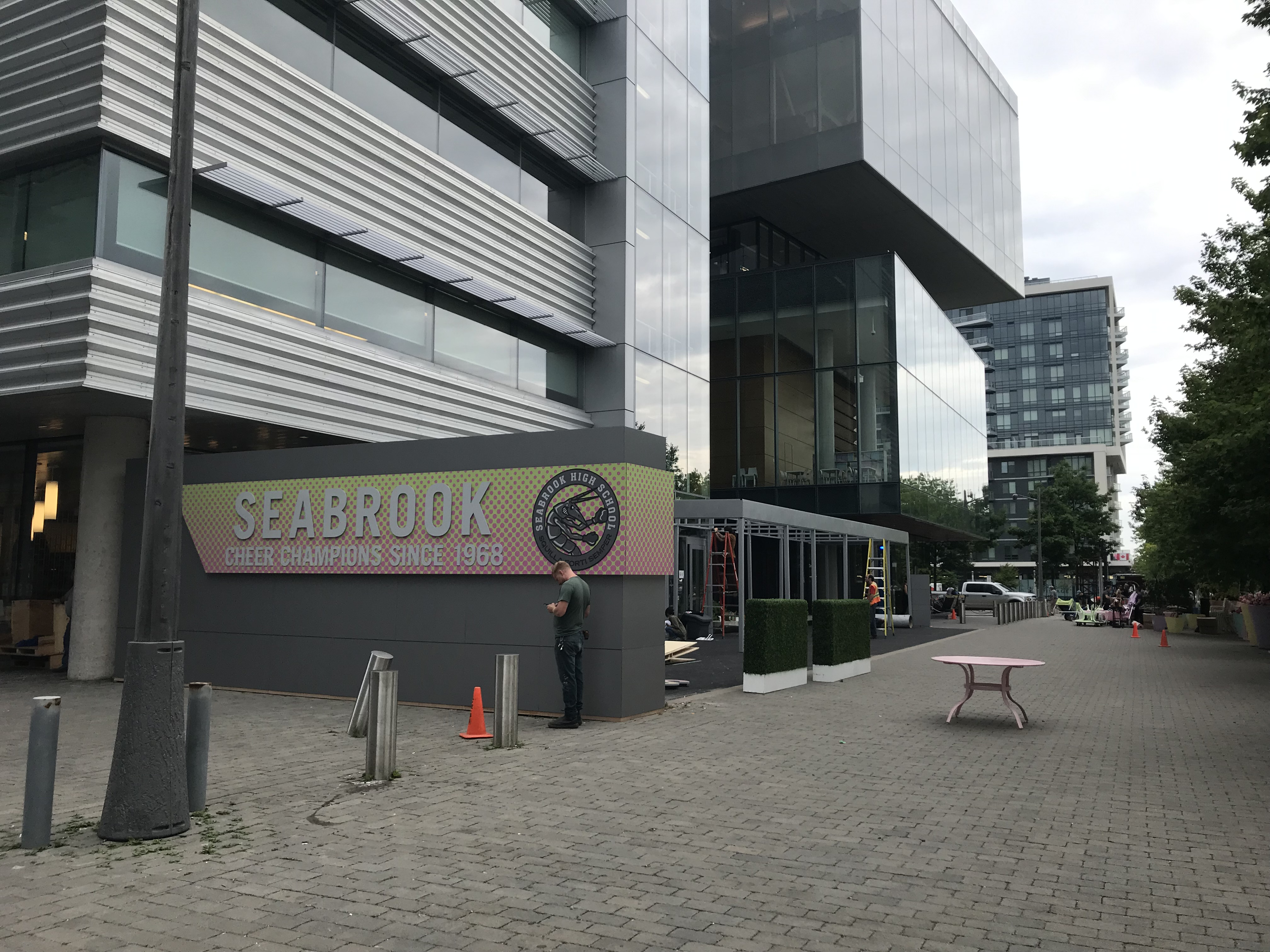
A Seabrook High School díszlete.

A film előkészületei 2017 májusában kezdődtek. A filmet Torontóban forgatták.